# Sportpark De Groote Wielen

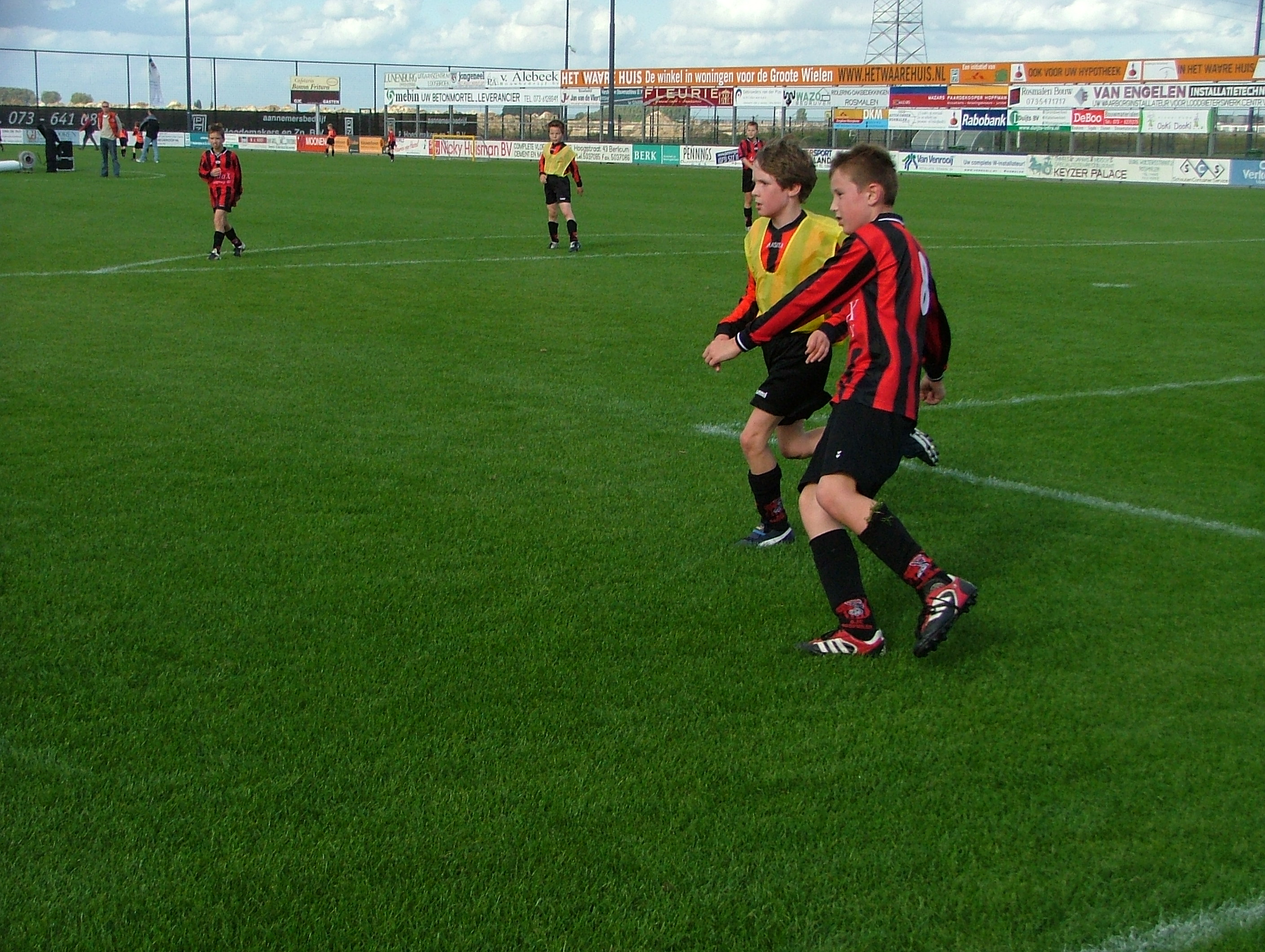
Een jeugdvoetbalwedstrijd op Sportpark De Groote Wielen.

Sportpark De Groote Wielen is een sportpark in Rosmalen. Het is gelegen in de groenzone tussen de stadsdelen Rosmalen Noord en De Groote Wielen. Het lag aanvankelijk in het open gebied, maar doordat de gemeente 's-Hertogenbosch het stadsdeel De Groote Wielen realiseert, maakt het sportpark geleidelijk onderdeel uit van de wijk. Feitelijk bestaat het sportpark uit twee delen. Het westelijk deel en een oostelijk deel. De toekomstige wijk Vlietdijk is gepland tussen deze beide delen in. Het voetbalterrein van OJC Rosmalen is gesitueerd in het oostelijk deel.
Op het sportpark worden 4 takken van sport uitgeoefend:
- Honk-,softbal en BeeBall door Gryphons;
- Korfbal: door kv STIP
- Beachvolleybal: door Spirit Volleybal;
- Tennis door TC de Groote Wielen.

Het sportpark behelst vier honk- en softbalvelden, één korfbalveld en beachvolleybal banen.
De eerste honk- en softbalwedstrijden vonden 8 april 2006 plaats op het terrein, de eerste korfbalwedstrijden een dag later. De officiële opening vond plaats op 21 mei 2006.
Het sportpark werd gebouwd, omdat het terrein van Sportpark Coudewater, waar Gryphons en RoDeBo eerder waren ondergebracht geofferd werd voor de bouw van huizen. Jan Boel 81 had geen eigen accommodatie, maar verhuisde mee om het sportpark een zo breed mogelijke functie te geven. OJC verloor diens plek op Sportpark De Hoef.

## Trivia
- Op het sportpark werd in 2007 de Europese kampioenschappen honkbal voor junioren gehouden. In 2014 het Europees kampioenschap softbal voor junioren. Dit evenement werd in 2015 gevolgd door het officiële Europees Kampioenschap Fastpitch softbal met deelname van 20 landen.

Bastion Baselaar ·
De Groote Wielen ·
De Hoef ·
Eikenhage ·
Maliskamp ·
Coudewater